# Virus de Tataguine
El virus del Tataguine, Tataguine orthobunyavirus, és una espècie de virus de la família Bunyaviridae, de la qual s'han identificat 33 soques fins ara. Rep el nom de la ciutat senegalesa de Tataguine.
Els símptomes d'infecció amb aquest virus són erupció cutània, febre, mal de cap, artràlgia, erupció cutània.
Aquest virus ha estat aïllat dels humans al Camerun, el Senegal i la República Centreafricana (RCA). La malaltia del virus de Tataguine no mostra comportament epidèmic ni té un gran impacte social o econòmic.
També s'ha aïllat dels mosquits del gènere Anopheles:
```
Anopheles (Anopheles) sp
: Senegal.
```

```
Anopheles (Cellia) funestus
: Costa d'Ivori, RCA.
```

```
Anopheles (Cellia) gambiae s. jo.
: Burkina Faso, Camerun, RCA, Senegal.
```

```
Anopheles (Cellia) nili
: Senegal
```

```
Coquillettidia (Coquillettidia) aurites
: Camerun.
```

Per als mamífers, els ocells, altres insectes i la paparra, no es va trobar enlloc.
En estudis de laboratori amb hàmsters i ratolins infectats el cervell era l'únic òrgan en què es va produir la replicació viral. Les lesions histopatològiques trobades al cervell inclouen degeneració neuronal i necrosi, edema intersticial i perivascular de l'escorça cerebral i la medul·la espinal.